# Bábel-hal
A Bábel-hal (angolul Babel fish) kitalált élőlény, Douglas Adams szüleménye (lásd: Galaxis útikalauz stopposoknak).

## Leírás a Galaxis útikalauzból
„A Bábel-hal […] kicsi, sárga és piócaalkatú, s valószínűleg a legfurcsább lény a világegyetemben. Agyhullám-energián él, mégpedig nem a hordozójáén, hanem azokon, amelyek kívülről érik a hordozóját. A beérkező agyhullám-energiák összes tudat alatti mentális frekvenciáját abszorbeálja, és testébe építi. Majd exkrementumként a hordozója agyába üríti azt a telepatikus mátrixot, amely a tudatos mentális frekvenciák és a hordozó elme beszédközpontja idegi jelzéseinek kombinálásából adódik. Mindez gyakorlatilag azt jelenti, hogy aki Bábel-halat dug a fülébe, az azonnal megért bárkit bármilyen nyelven. A ténylegesen hallott beszédelemek dekódolják azt az agyhullámmátrixot, amelyet a Bábel-hal táplál a hordozója agyába.”

## Jelentősége a Galaxis Útikalauz szerint
A GALAXIS Útikalauz Stopposoknak szerint a Bábel-hal Isten nem-létezésének egyik alapvető (bár elég kétes, lásd. a fekete az fehér) bizonyítéka:
„Mármost bizarrul valószínűtlen, hogy pusztán az evolúció tiszta véletlenje eredményeképpen létrejöhet valami, ami ennyire észbontóan hasznos. Ezért néhány gondolkodó egyenesen Isten nem létezésének végső és legkézenfekvőbb bizonyítékát látja benne.
E gondolkodók nagyjából így érvelnek:
– Nem vagyok hajlandó rá – mondja az Úr –, hogy létezésemről bizonyítékot szolgáltassak. Mert a bizonyíték kizárja a hitet, s hit nélkül én semmivé válok.

– A Bábel-hal viszont – így az Ember – kész lebukás, nem? Sose fejlődött volna ki véletlenül. Tehát létezésedet bizonyítja, ez esetben pedig a saját érvelésed alapján nem létezel. Quod erat demonstrandum.

– A fenébe – mondja az Úr. – Erre nem is gondoltam – és menten felszívódik egy logikai buborékban.

– Ez könnyen ment – mondja az Ember, és gyorsan megpróbálja bebizonyítani, hogy a fekete az fehér, míg el nem gázoltatja magát a legközelebbi zebránál.”

## Eredet
A Bábel-hal név a bibliai Bábel tornyának nevéből származik, mintegy ellensúlyozza az ószövetségi történetet, melyben Isten összezavarta a toronyépítők nyelveit.

## Egyéb
A Bábel-hal több manapság létező dolgot is inspirált:
- a Yahoo! Babel Fish oldalt, a Yahoo! online fordító rendszerét
- a Babel Fish Corporation fordítócéget